# Новосибірська ТЕЦ-2
Новосибірська ТЕЦ-2 — теплова електростанція у Новосибірській області Росії. Первісно була відома як Лівобережна ДРЕС.
В 1935—1936 роках ввели в  дію першу чергу ТЕЦ, яка мала два парові котли типу ЛМЗ-110 та одну парову турбіну типу АК-24-1 потужністю 24 МВт (видала перший струм в 1935-му).
Введення другої черги припало на початок 1940-х років — в 1941-му запустили турбіну від Ленінградського металічного заводу типу АТ-25-1 потужністю 25 МВт, а в 1942-му котельне господарство поповнили котлом типу ТКЗ-150.
Третя черга, яку ввели в 1958—1959 роках, мала три парові котли від Барнаульського котельного заводу типу ТП-170 продуктивністю по 170 тонн пари на годину, від яких живилось три парові турбіни виробництва Брянського машинобудівного заводу типу Т-25-90 потужністю по 25 МВт (станційні номери 3 — 5).
З 1962 по 1970 роки стала до ладу четверта черга, яка мала чотири парові котли продуктивністю по 420 тонн пари на голину — по одному типів ТП-80, ТП-87А і два типу ТП81. Вони живили чотири турбіни — дві від Ленінградського металічного заводу типу ПТ-60-130/13 потужністю по 60 МВт (номери 6 та 7) і дві виробництва Skoda типу ПТ-50 (номери 8 та 9).
В 1986—1987 роках турбіни № 8 та № 9 замінили на турбіни виробництва Ленінградського металічного заводу типу ПТ-80-130/13 потужністю по 80 МВт. Також з плином часу турбіни № 3, № 4 та № 5 переномінували до рівня Т-20-90 зі зменшенням потужності до 20 МВт, а в 1988-му вивели застаріли турбіни № 1 та № 2.
В 2010-му турбіну № 6 модернізували до рівня ПТ-65-130/13 зі збільшенням потужності до 65 МВт.  Таким чином, електрична потужність ТЕЦ стала дорівнювати 345 МВт при тепловій потужності 920 Гкал/год.
Як паливо ТЕЦ використовує вугілля.
Для видалення продуктів згоряння призначені два димарі висотою 100 та 120 метрів.
Видача продукції відбувається під напругою 110 кВ.